# منان یاپو
منان یاپو (انگلیسی: Mennan Yapo؛ زادهٔ ۱۹۶۶) کارگردان فیلم، تهیه‌کننده فیلم، بازیگر و فیلم‌نامه‌نویس اهل آلمان است.
از فیلم‌ها یا برنامه‌های تلویزیونی که وی کاگردان آن بوده به اخطار قبلی و همچنین در آن بازی کرده می‌توان به  خداحافظ لنین اشاره کرد.